# Gemeenschappelijke externe voeding

USB-A stekker

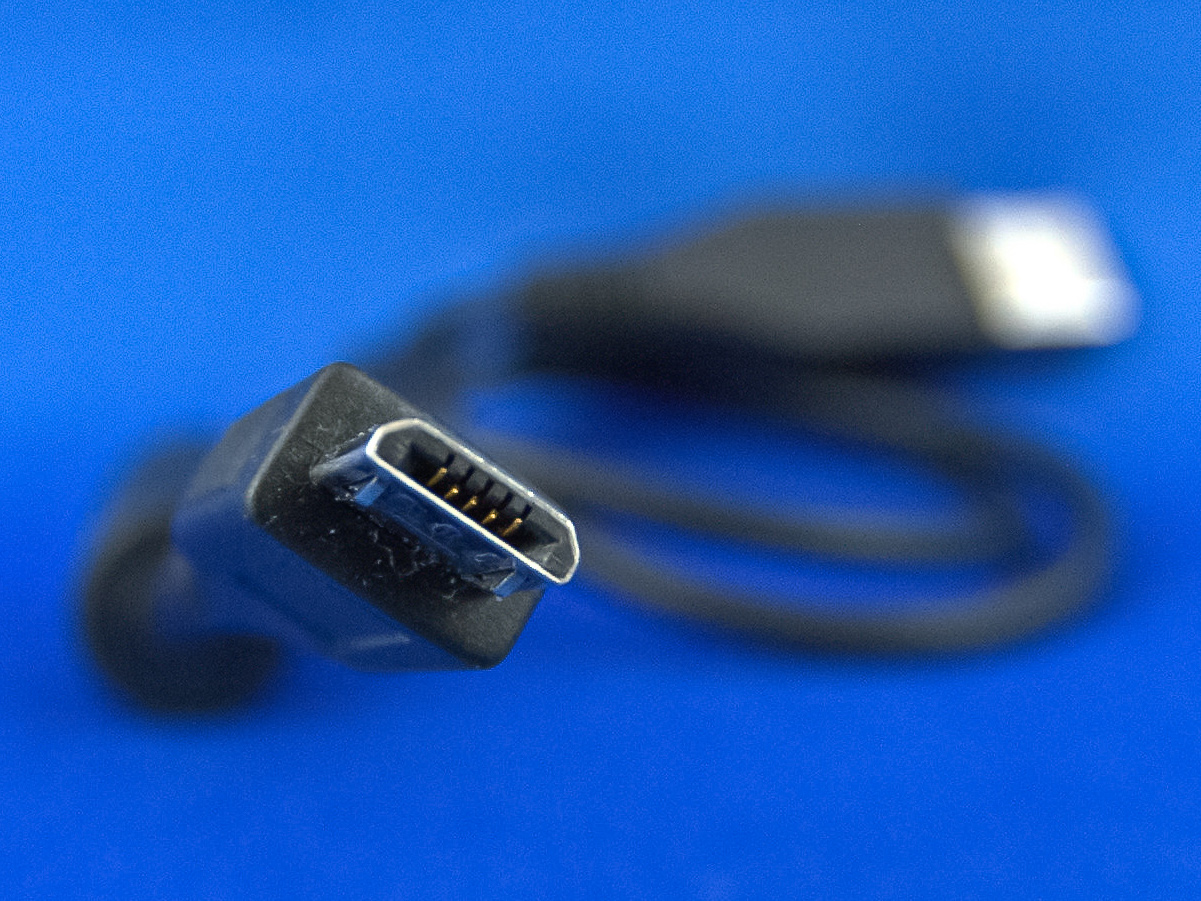
micro-USB-B stekker

De gemeenschappelijke externe voeding (Engels: Common external power supply of Common EPS) is een Europese standaard voor laders voor smartphones en soortgelijke apparatuur. Kortweg stelt de standaard dat deze apparaten gevoed of geladen worden met een spanning van 5 volt via een micro-usb-B-stekker, en dat de laadkabel ofwel vast moet zitten aan de lader, ofwel verbonden moet zijn met een usb-A-verbinding.
De norm is er gekomen in 2009 op initiatief van de Europese Commissie, en is gebaseerd op de bestaande praktijk van enkele fabrikanten die hun telefoons al voorzien hadden van een laadmogelijkheid via usb, en op de usb-standaard die daar al uitdrukkelijk in voorzag. In 2009 hebben alle grote fabrikanten van mobiele telefoons die in Europa verkocht worden een vrijwillige overeenkomst getekend waarin staat dat alle in Europa gekochte smartphones via een micro-usb-B stekker opgeladen moeten kunnen worden. Sindsdien hebben bijna alle deelnemende bedrijven hun telefoons voorzien van een micro-usb-B-poort waardoor ze opgeladen kunnen worden en tevens met een computer of met randapparatuur kunnen communiceren. Apple is eigen stekkers en poorten blijven gebruiken, maar verkoopt wel verloopstukjes en voldoet daarmee ook aan de standaard.

## Doel
Het doel van de Europese Commissie was het aantal verkochte (en weggegooide) laders te verminderen en zo de milieubelasting van deze apparatuur terug te dringen. De commissie stelde dat de levensduur van een telefoon vaak korter was dan van de lader, en dat bij de overstap op een nieuwe telefoon noodzakelijkerwijs een nieuwe lader aangeschaft moest worden. De introductie van de standaard heeft echter ook een groot voordeel voor het gebruiksgemak: door de alomtegenwoordigheid van usb-oorten hoeft men niet altijd een lader (en eventueel reisstekkers) mee te nemen.

## Uitbreidingen
De standaard spreekt eigenlijk alleen van laders op basis van netspanning in huis. Usb-A-laadpoorten zijn echter ook op vele andere plaatsen verschenen, ook zonder dat er netspanning aan te pas komt. Ze zijn nu meestal aanwezig in nieuwe auto's en treinen, in wachtruimten op stations en luchthavens, ze kunnen gemonteerd worden op fietsen (op basis van een naafdynamo), en zijn vanzelfsprekend de standaard geworden op powerbanks.

## Elders in de wereld
De GSM Association heeft zich, ook in 2009, verbonden aan een bijna gelijke standaard. Ook in China is de usb-A/micro-usb-B-laadkabel de standaard.